# Trappola di Tucidide
"Trappola di Tucidide" è un'espressione che definisce la possibile tendenza che porta alcune tensioni politiche per la supremazia tra entità statali a sfociare in vere guerre combattute.
L'espressione richiama nel nome lo storico e militare ateniese dell'età classica greca Tucidide, il quale ipotizzò lo scoppio della guerra del Peloponneso tra Atene e Sparta come causato dal timore spartano per la crescente egemonia territoriale ateniese.

## Descrizione
L'espressione è stata coniata dal politologo statunitense Graham Allison in un articolo per il Financial Times del 2012, venendo poi ripresa nel suo libro Destined for war: can America and China escape Thucydides's trap?. Questi, analizzando i possibili sviluppi tra le tensioni che si manifestano tra Stati, individuò una possibile tendenza alla guerra; la situazione precisa si verifica quando una nuova potenza emergente tenta di sostituire una potenza già consolidatasi come egemone. L'espressione è stata utilizzata in particolare per descrivere un possibile conflitto tra gli Stati Uniti d'America e la Repubblica popolare cinese.

## Nella cultura di massa
Il fenomeno è stato descritto sotto forma di romanzo nel 2016 dal politico e avvocato italiano Massimo Donadi nel suo La trappola di Tucidide. Dopo la sua coniazione l'espressione è stata utilizzata in vari settori, in rete, in letteratura e sui mezzi di comunicazione.